# Mikrofonanordnung
Eine Mikrofonanordnung oder ein Mikrofonsystem besteht im einfachsten Falle bei der Stereoaufnahme aus zwei Mikrofonen, die ein System bilden und deren erzeugte Pegeldifferenzen Δ L und Laufzeitdifferenzen Δ t für eine geforderte Abbildungsbreite auf der Stereo-Lautsprecherbasis sorgen.
Bekannt sind die Koinzidenzmikrofonanordnungen XY-Stereosystem und MS-Stereosystem, das AB-Stereosystem und Äquivalenz-Stereosysteme, wie ORTF-Stereosystem und NOS-Stereosystem. Diese Mikrofonanordnungen werden meistens als Hauptmikrofon eingesetzt, wobei eine Vorstellung vom Aufnahmebereich des jeweiligen Mikrofonsystems bestehen sollte.
Auch mehr als zwei Mikrofone können ein Mikrofonsystem bilden, wie zum Beispiel das Decca-Tree zeigt, das bei der Stereofonieaufnahme und der Raumklang-Aufnahme eingesetzt wird.
Im Kinobereich kommen außerdem spezielle 5.1-Raumklang-Mikrofonsysteme zum Einsatz.
In der akustischen Messtechnik arbeitet man mit Mikrofonarrays.